# Mike Clancy (politico)
Mike Clancy es un abogado, ejecutivo de negocios y político estadounidense. Es conocido por su participación en diversos esfuerzos profesionales y su compromiso con los principios conservadores. Clancy fue el primer candidato republicano en participar en la carrera por el décimo distrito del Congreso de Virginia, tras el anuncio del retiro de la actual demócrata Jennifer Wexton.

## Temprana edad y educación
Mike Clancy nació de un sargento de la Fuerza Aérea y una maestra de escuela. Creció en bases de la Fuerza Aérea en todo el país.
Clancy continuó su educación superior centrándose en gobierno, derecho, tecnología, ciberseguridad, atención médica y ética médica. Obtuvo su Licenciatura en Artes con Altos Honores en Gobierno y Filosofía de la Universidad de Notre Dame. Posteriormente, obtuvo su Juris Doctor con Honores de la Facultad de Derecho de la Universidad George Washington . Además, Clancy completó programas de educación ejecutiva sobre política de ciberseguridad en la Escuela Kennedy de Harvard y política de salud y bioética en la Escuela de Medicina Perelman de la Universidad de Pensilvania.

## Carrera profesional
La trayectoria profesional de Mike Clancy ha abarcado varios sectores, incluidos el gobierno, el derecho, la tecnología, la atención sanitaria y la ciberseguridad. Comenzó su carrera jurídica como abogado en la Oficina del Asesor General del Departamento de la Marina, donde recibió elogios por su desempeño ejemplar. Actualmente, Clancy ocupa un puesto ejecutivo y jurídico senior en una empresa de tecnología global, donde dirige un equipo responsable del sector empresarial centrado en gobierno, educación y atención sanitaria..
Clancy también es un reconocido comentarista de medios nacionales sobre cuestiones políticas, legales y de derecho constitucional. Contribuye regularmente con plataformas como Newsmax, The Daily Caller y Fox News.

## Carrera política
En octubre de 2023, Mike Clancy anunció su candidatura para el escaño de la Cámara de Representantes de los Estados Unidos en representación del décimo distrito del Congreso de Virginia. Declaró su intención de luchar contra lo que percibe como "las políticas fallidas de la izquierda radical" y de "restaurar la trayectoria de Estados Unidos".